# Schwarzer Garten
Koordinaten: 52° 26′ 2″ N, 7° 3′ 48″ O

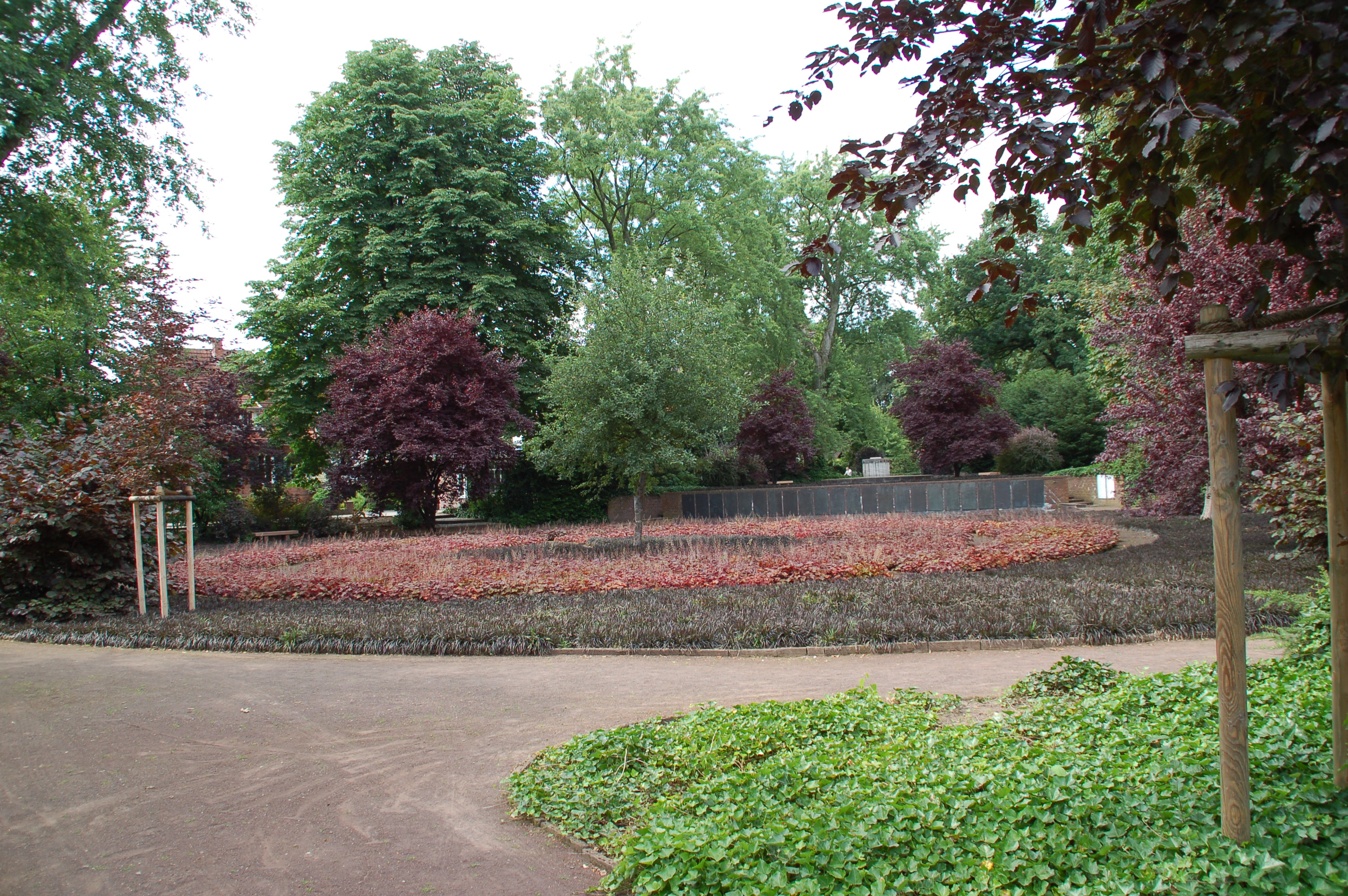
Der Schwarze Garten in Nordhorn

Der Schwarze Garten ist die zentrale Gedenkstätte für die Kriegsgefallenen sowie die rassisch und politisch Verfolgten der Stadt Nordhorn an der Stelle, die zuvor Mahnmal am Langemarckplatz hieß. Der 1992 bis 1995 von der US-amerikanischen Konzeptkünstlerin Jenny Holzer gestaltete Black Garden, vereinigt Elemente der ursprünglichen traditionellen Gedenkstätte für die Gefallenen des Deutsch-Französischen Kriegs von 1870/71 und des Ersten und Zweiten Weltkriegs mit einem eigenen künstlerischen Konzept.
Die offizielle Übergabe der Anlage erfolgte am 8. Mai 1995. Seit 2000 ist der Schwarze Garten auch eine Station der deutsch-niederländischen Kunst- und Kulturroute kunstwegen und wird auch als Kunstobjekt geführt.
Das insgesamt 3447 Quadratmeter umfassende Areal, bestehend aus der Gedenkstätte, diversen Namen- und Erinnerungstafeln, Beeten, Gehwegen und Bänken aus Bentheimer Sandstein, steht unter Denkmalschutz.
Sowohl das ursprüngliche Kriegerdenkmal von 1929 als auch die Neugestaltung waren aus unterschiedlichen Gründen jeweils jahrelang und heftig umstritten.

## Lage und Übersicht

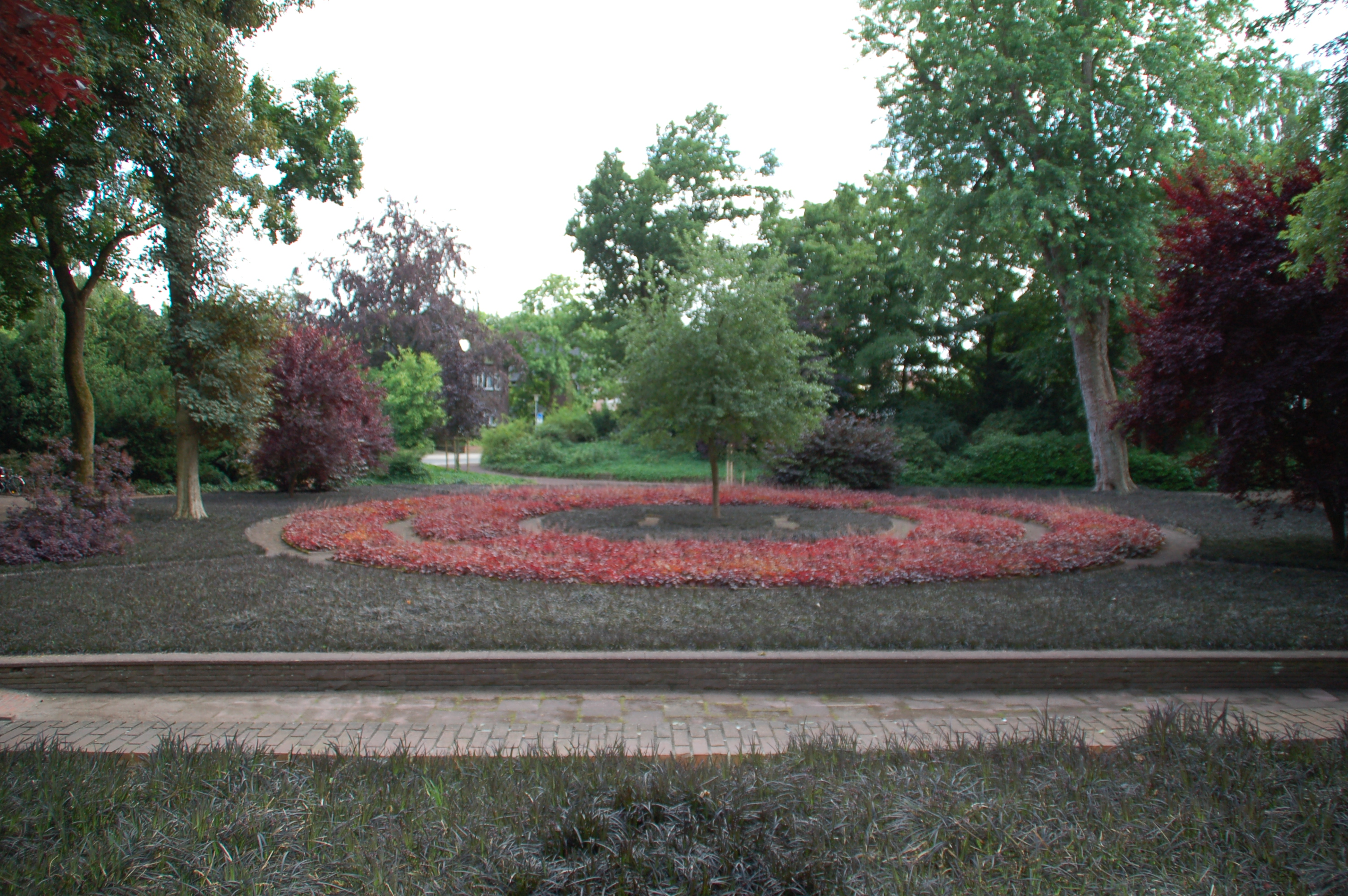
Blick auf den schwarzfruchtigen Apfelbaum im Zentrum der Beetanlage

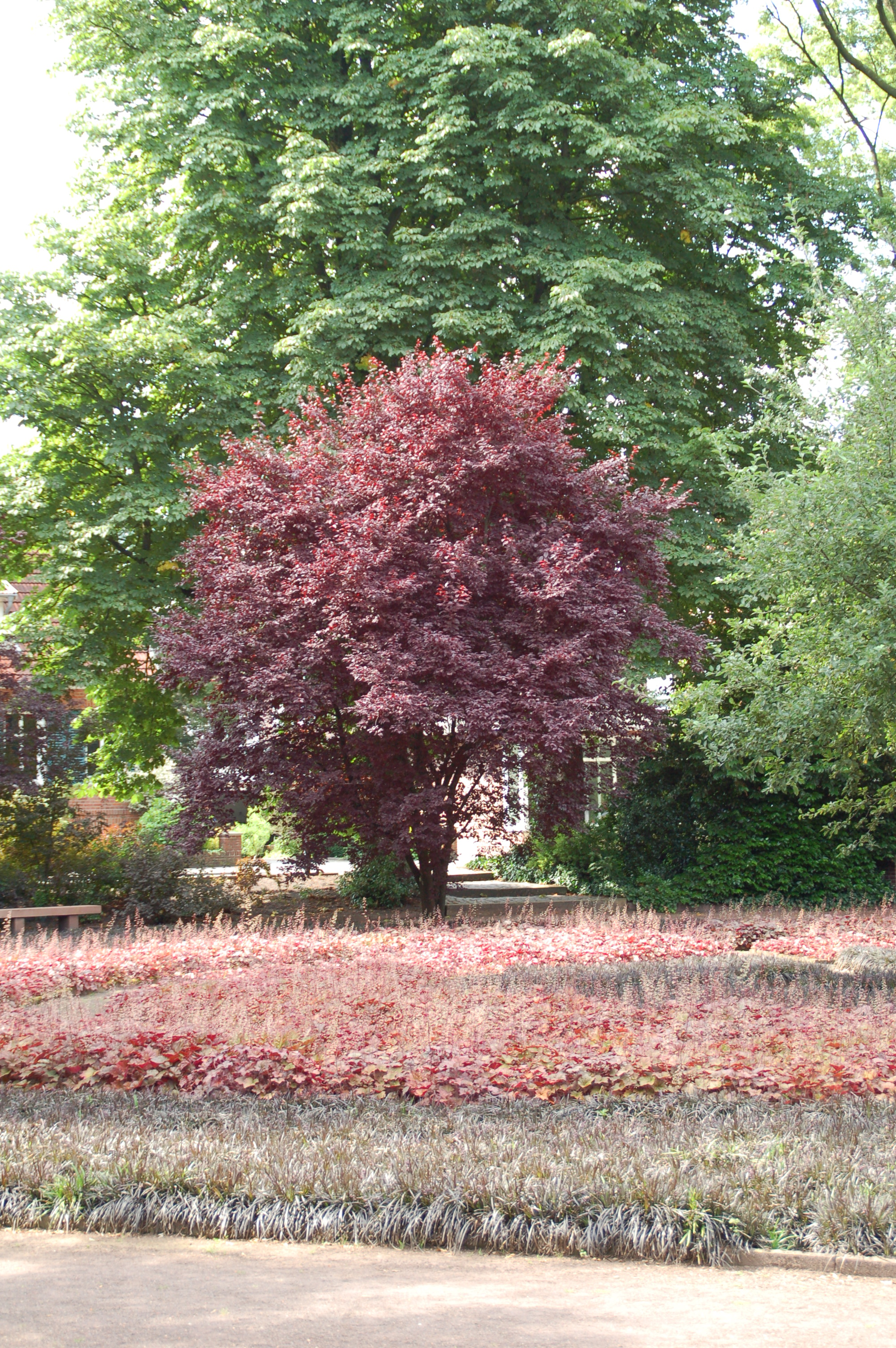
Trauerblutbuche bei der Gedenkstätte

Die Anlage befindet sich in der Stadtmitte Nordhorns im Bereich Völlinkhoff zwischen Vechtestraße und Van-Delden-Straße – an der Stelle, wo die Stadt Nordhorn 1929 ein Denkmal für die Gefallenen des Deutsch-Französischen Kriegs von 1870/71 und des Ersten Weltkriegs errichten ließ, das während der Zeit des Nationalsozialismus Mahnmal am Langemarckplatz hieß und später für die Gefallenen des Zweiten Weltkriegs erweitert wurde. Sie ist nun zusätzlich den jüdischen Mitbürgern und denjenigen Personen gewidmet, die in der Zeit des Nationalsozialismus wegen ihrer politischen Überzeugung verfolgt oder verschleppt wurden und umgekommen sind.
Im Schwarzen Garten sind drei Wege als konzentrische Kreise angelegt, die von zwei gerade verlaufenden Wegen gekreuzt werden. Im Zentrum der Anlage steht der Sockel des früheren Mahnmals. Die Künstlerin wollte ein „Anti-Memorial“ schaffen und mit der Anlageform ausdrücken, dass sich der Besucher durch Kreise so bewegt, wie sich die Erinnerung um das Unvergessliche dreht.
In den durch die Wegführung herausgebildeten Beeten befinden sich nur dunkle („schwarze“) Pflanzen, wobei der aus Hawaii stammende Schwarze Schlangenbart (Ophiopogon planiscapus) zusammen mit der Ajuga und der Heuchera dominierend ist. Diese werden durch jahreszeitliche Pflanzen wie Krokus, lila-schwarze Tulpen Queen of the Night, die Taglilie Devil Delight oder die Nelke King of the Blacks, Kaiserkronen, Iris und Stiefmütterchen ergänzt. Kleinere und größere Gehölze, wie Judasbaum oder Blutpflaume, wurden als Akzente gepflanzt, zwei Trauerblutbuchen flankieren den Eingang der Anlage bei der Gedenkstätte des Ersten Weltkriegs. Das Zentrum des Schwarzen Gartens wird durch den schwarzfruchtigen Apfelbaum gebildet, der ein Symbol für Fruchtbarkeit und Leben, aber auch den Sündenfall und die Sterblichkeit darstellen soll. („Der Baum der Erkenntnis trägt Trauer.“)
Die Farbe schwarz gilt im europäischen Kulturkreis als Trauerfarbe und wird in erster Linie mit Nacht, Tod, Trauer und Melancholie verknüpft. Die Pflanzen sollen Düsternes ausdrücken beziehungsweise mit negativen Assoziationen Tod und Unglück versinnbildlichen. Das von der Künstlerin ursprünglich vorgesehene, auf US-amerikanische Klimaverhältnisse ausgerichtete Pflanzkonzept aus überwiegend exotischen Pflanzen musste mit der Zeit auf die europäischen Witterungsverhältnisse angepasst werden, so dass der Bepflanzungsplan laufend zusammen mit der Künstlerin überprüft und schließlich der Anteil heimischer Bodendecker und Dauerstauden entsprechend erhöht wurde.
Zwischen den Beeten verteilt befinden sich fünf Sitzbänke aus ziegelrotem Bentheimer Sandstein mit eingeschlagenen Texten der Künstlerin in deutscher und englischer Sprache, die an die Grausamkeit des Krieges erinnern. Vor der Tafel für die „politisch und rassisch Verfolgten“ befindet sich ein kleiner White Garden, ein Beet mit weiß blühenden Pflanzen – wobei die symbolische Bedeutung der weißen Farbe als die der Reinheit und Unschuld in Kontrast zum Schwarz gesetzt wird.
Die Beete sind mit rotem Wesersandstein eingefasst, die Weg mit rotem Ziegelsplitt bestreut.
Auf den Gedenktafeln sind nicht alle Namen der aus dem jetzigen Stadtgebiet von Nordhorn stammenden Bürger erwähnt. Das liegt daran, dass einige Ortschaften erst 1929 beziehungsweise 1974 nach Nordhorn eingemeindet wurden und bis dahin eigene Gedenkstätten errichtet hatten. Die Angaben beinhalten Name, Geburtsort, Todestag und Sterbeort.

## Geschichte

### Nach dem Ersten Weltkrieg

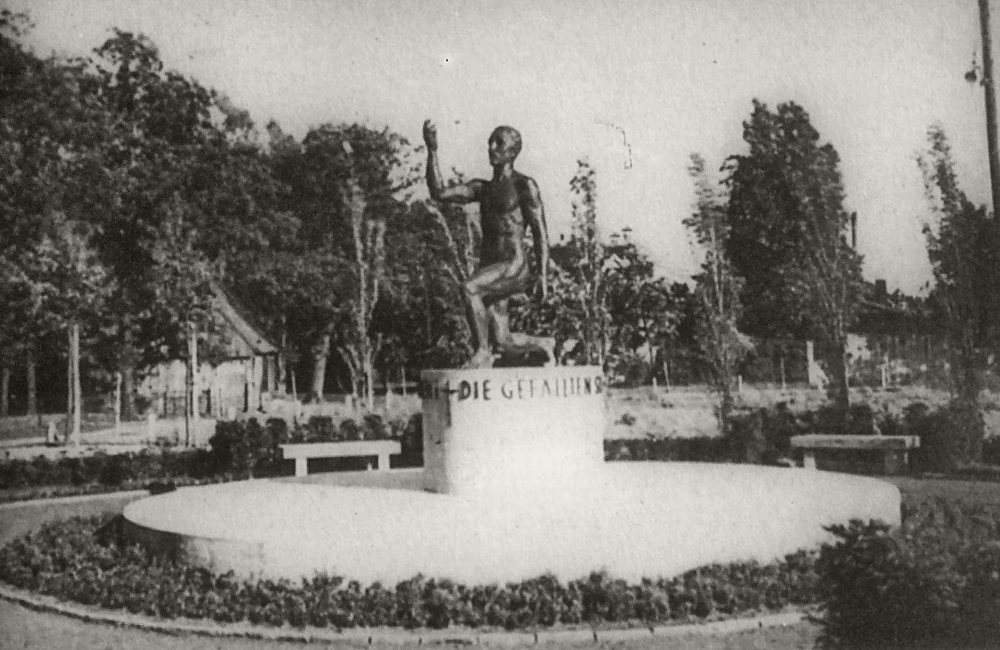
Das Denkmal am Langemarckplatz (vor 1933)

Die Gedenkstätte hat ihren Ursprung 1929, als die Stadtverwaltung mit finanzieller Unterstützung von Nordhorner Bürgern ein Ehrenmal für die Gefallenen der Kriege 1870/71 und 1914–1918 errichten ließ.
Schon Jahre zuvor hatte es immer wieder Vorstöße zur Errichtung eines Kriegerdenkmals für „Groß-Nordhorn“ gegeben, auch weil einige mittlerweile eingemeindete oder in unmittelbarer Nähe befindliche Dörfer und Bauerschaften eigene Mahnmale hatten oder zu errichten gedachten, die Stadt selbst jedoch nicht. 1924 wurde von „den städtischen Kollegien“ der Entschluss gefasst, die „Gefallenenehrung in Verbindung mit der Errichtung einer gemeinnützigen Anstalt vorzunehmen“ aber noch 1927 mahnte der Vorsitzende des Nordhorner Krieger- und Landwehrvereins anlässlich der Einweihung des Kriegerdenkmals im damals noch nicht eingemeindeten Bakelde die Stadt Nordhorn, „... für die 295 Gefallenen ... endlich einen würdigen Platz zur Verfügung zu stellen, auf dem das Denkmal ... errichtet werden (kann) ...“
Wer und wann schließlich den Entschluss zur Durchführung des Bauvorhabens traf und den Hannoveraner Bildhauer Hermann Scheuernstuhl mit der Durchführung beauftragte, ist ungeklärt. Im Nordhorner Stadt-Archiv sind lediglich eine Reihe von Schreiben erhalten, in denen sich Bildhauer, Steinwerke und Handwerksfirmen um den Auftrag bewarben. Im Juni 1929 bat der Magistrat die Bevölkerung um Spenden für das entstehende Ehrenmal, dessen Kosten er mit 25000 Deutschen Mark veranschlagte und teilte mit: „Nach langen Bemühungen wird die Stadtverwaltung noch in diesem Jahr endlich dazu kommen, für unsere im Weltkriege gefallenen Söhne der Stadt eine Heldengedächtnisehrung zu gestalten. Es besteht die Absicht, auf dem ... städtischen Grundstück gegenüber dem Schülerheim der Aufbauschule in Verbindung mit dem späteren Bau des Hallenschwimmbades den Vorplatz durch einen Gartenarchitekten und Bildhauer von Ruf als Heldengedächtnisehrung auszugestalten... Die Namen der gefallenen beziehungsweise vermissten Helden sollen auf Mosaikplättchen in einer von Koniferen umrankten Kreisfläche aufgelegt werden. In der Mitte dieses Bodenbelags soll ein Lebensmotiv durch den Bildhauer gestaltet werden.“
Mit diesem „Lebensmotiv“ wurde die von Scheuernstuhl gestaltete Figur des „sich erhebenden Jünglings“ angesprochen, die in der Folgezeit für jahrelange heftige Kontroversen sorgte.
Am Totensonntag, den 24. November 1929, wurde das Denkmal offiziell eingeweiht.
Die bis heute erhaltene Anlage für die Gefallenen aus dem Ersten Weltkrieg besteht aus einer ebenerdigen Rundung mit einem Durchmesser von 6,30 Metern. In flachliegenden, ringförmig angelegenten Gedenktafeln sind die Namen von 207 Gefallenen mit militärischem Dienstgrad, Namen, Geburtsdatum und Todestag in Stein aus fränkischem Muschelkalb eingemeißelt. Für jeden Gefallenen war eine Steinplatte vorgesehen. Die Buchstaben wurden mit dunkler Farbe unterlegt. In der Mitte der Platten stand ein runder Sockel mit einem Durchmesser von 1,50 Metern und einer Höhe von einem Meter. Am unteren Rand des Sockels ist zu lesen: 

„Liebe und Dank verbindet die Stadt Nordhorn mit ihren im Weltkriege 1914–1918 ruhmreich gefallenen Heldensöhnen.“

Auf dem Sockel in der Mitte der Anlage stand die 2,10 Meter hohe Bronzestatue des sich aufrichtenden Jünglings. Auf dem oberen Teil des Sockels ist in aufgelegten Großbuchstaben die Inschrift zu lesen: 

„DIE GEFALLENEN SIND ES, AUF DENEN DAS LEBEN STEHT.“

Die Fundamentierungsarbeiten für das Denkmal führte die Nordhorner Firma Portheine und Sohn aus; die Steinmetzarbeiten wurden der Münchner Marmorindustrie Kiefer AG übertragen und für den Entwurf der gärtnerischen Anlage zeichnete der Gartenarchitekt Wilhelm Hübotter aus Hannover verantwortlich. Die Ausführung der Gesamtarbeiten lag in der Verantwortung des Nordhorner Stadtbaurats Krieger.
Die Einweihungsfeier einschließlich der Reden von Bürgermeister Wilhelm Henn sowie dreier Geistlicher (jeweils ein katholischer, evangelischer und jüdischer) und die namentliche Aufzählung der teilnehmenden Gruppen und Vereine dokumentierte ein mehrseitiger Artikel der Nordhorner Nachrichten, wo unter anderem der Reichsbund der Kriegsbeschädigten und Kriegsteilnehmer als Teilnehmer erwähnt sind. Wenige Tage nach der Zeremonie erschien in den Nordhorner Nachrichten ein weiterer langer Artikel, in dem eben jener Reichsbund (der heutige Sozialverband Deutschland) sich zum Sprecher der Nordhorner Bevölkerung machte und das Denkmal aufs Schärfste kritisierte. So könne man „mit der Ausführung keineswegs einverstanden sein“, denn die Gefühle der Bevölkerung würden durch diese „Figur des nackten Jünglings“, dessen Kopf „negroide Züge“ aufweise, „aufs schlimmste verletzt“. Dies schien tatsächlich der Stimmungslage in der Bevölkerung zu entsprechen, da die Medien das Denkmal jahrelang immer wieder negativ zum Thema machten und darüber berichteten, dass die Figur von der Bürgerschaft abschätzig „Klötenheini“ genannt werde.

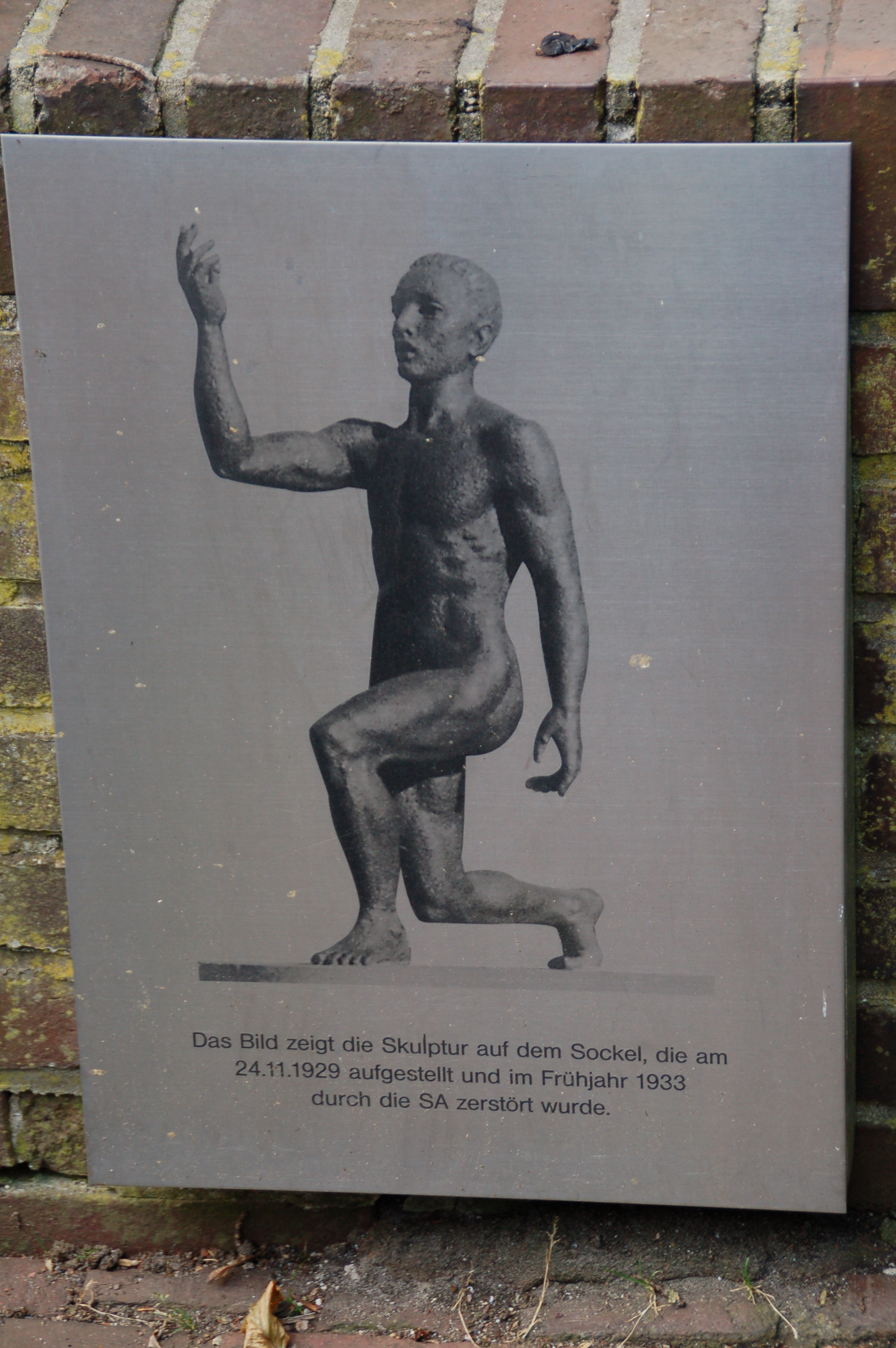
Hinweistafel im Garten

Nach Werner Rohr wurde die Figur daraufhin „von SA-Angehörigen vom Sockel geholt und im Garten des ehemaligen Bürgermeisters Henn eingegraben“. Eine andere Quelle schrieb: „Ein Ehrenmal entstand (1929) ... mit einer nackten männlichen Gestalt, die unblutige linke Hand zum Schwur erhoben, fand aber nicht den Beifall der Bewohner, so daß sie wieder entfernt werden mußte und nur der Sockel mit den Namen der Kriegsopfer stehen blieb.“
Tatsächlich wurde die Figur aber erst im Frühjahr 1933, kurz nach der nationalsozialistischen Machtergreifung, entfernt, also mehr als drei Jahre nach der Einweihung. Auch befanden sich bei der Aufstellung des Denkmals der Nationalsozialismus noch in seiner Aufbauphase und war die NSDAP in Nordhorn noch unbedeutend. Die Ereignisse können daher nicht in der Weise verkürzt und vereinfacht werden, dass „die Nazis“ die Figur abgelehnt und daher entfernt hätten, zumal Scheuernstuhl ein von den Nationalsozialisten geschätzter und geförderter Künstler war. So bemühte sich die NS-Hierarchie bis hinauf zu der Reichskulturkammer zusammen mit dem Künstler nach Entfernung der Figur im Gegenteil um eine Lösung des Konflikts und eine Wiederherstellung des Denkmals. Scheuernstuhl war schließlich sogar bereit, für die Figur „einen neuen, arischen Kopf“ zu schaffen, „der den Eindruck negroider Züge von vornherein“ ausschließe. Doch der Magistrat, der mit Schreiben vom 12. Dezember 1933 mitteilte, es sei „uns jedoch entschieden angenehmer, wenn Herr Scheuernstuhl uns für die Figur Ersatz liefern könnte (sterbender Krieger, Hornist, der zum Sammeln bläst oder eine Figur, die sich der ganzen Kriegerehrung sowie den hiesigen Verhältnissen anpasst)“ lehnte alle weiteren Vorschläge ab.
Noch drei Jahre später forderte das Nordhorner Tageblatt: „Eine weitere Frage ist wichtig: die Neugestaltung unseres Ehrenmals [...] Nach der Wiederherstellung unserer vollen Oberhoheit und Gleichberechtigung sowie der Freiheit unseres Vaterlandes [...] ist es Ehrenpflicht der lebenden Generation, daß ihre Grabstätte als ewiges Mahnmal des Gedenkens und der Verpflichtung ein wuchtiges und unserem Empfinden entsprechendes Aussehen erhält.“
Bei ihrer Ratssitzung vom 8. Februar 1938 benannte die Stadt das Gelände, das bisher keinen Namen trug, Langemarckplatz. Dass es sich hierbei um eine bewusste Verbreitung nationalsozialistischen Gedankenguts handelte, ist nach Lebrecht Forke durch die gleichzeitige Umbenennung anderer Straßen und Plätze, zum Beispiel in Herbert-Norkus-Straße, Schlageter-Straße oder Hans-Schemm-Straße bewiesen. In der Folge wurde das Kriegerdenkmal im Sinne Rosenbergs zu einem NS-Heiligtum umgewidmet, wo unter anderem nationalsozialistische „Heldengedenkfeiern“ im März und zum Totensonntag im November abgehalten wurden.
Da eine Lösung des Konflikts mit dem Künstler Scheuernstuhl nach wie vor nicht herbeigeführt werden konnte, wurde die Stadt Nordhorn verpflichtet, „einen neuen Wettbewerb auszuschreiben und auf dem bisherigen Denkmalsplatz ein vollständig neues Kriegerdankmal zu errichten“. Wegen des Ausbruchs des Zweiten Weltkriegs wurde dieser Wettbewerb jedoch nicht durchgeführt; das Denkmal blieb in seinem unvollständigen Zustand.
1940 wurde die Figur, die 1933 „zunächst im Garten des Bürgermeisters Henn eingegraben und kurz darauf in das Feuerwehrgerätehaus verbracht worden war, [...] nachdem ihr Kopf und Geschlechtsteil abgeschlagen wurden, auf der Metallsammelstelle abgegeben.“

### Nach dem Zweiten Weltkrieg
Nach dem Zweiten Weltkrieg befasste sich die Stadt erst wieder mit der Gedenkstätte, als der Verband der Kriegsbeschädigten (VdK) im Oktober 1950 an die Stadt herantrat und die „Aufstellung eines einfachen Holzkreuzes in entsprechender Größe auf dem Denkmalssockel“ vorschlug. Die Stadt sorgte für die Aufstellung einer Blumenschale auf dem Sockel und wies den Verband darauf hin, dass es wünschenswert sei, „den Gefallenen aller Kriege eine gemeinsame Gedenkstätte zu errichten“.
Am 20. August 1956 beschloss der Rat der Stadt Nordhorn die Neugestaltung des Kriegerdenkmals am Langemarckplatz und beauftragte Stadtbaurat Alfred Dietrich mit der Durchführung. Dietrich engagierte den Garten- und Landschaftsarchitekten Wilhelm Hübotter, der die Stadt bereits 1929 hinsichtlich der gärtnerischen Anlage beraten hatte und nun mit der Planung des Nordhorner Südfriedhofs beschäftigt war, als Berater. Im August 1958 genehmigte der Stadtrat die Absenkung des gesamten keilförmigen Areals sowie die Anlage einer den Denkmalbereich an der schmalsten Seite des Grundstücksdreiecks einrahmenden Backsteinmauer, die die Funktion einer Gedenkmauer haben sollte.
Am Volkstrauertag 1959 wurden 19, jeweils 1,25 mal 0,70 Meter große Bronzetafeln mit den Namen der Kriegstoten und Vermissten des Zweiten Weltkriegs angebracht. Eine weitere Tafel enthielt die Namen der politisch und rassistisch verfolgten Nordhorner Bürger der Jahre 1933 bis 1945. Die Tafel mit den Namen der drei Gefallenen aus dem Krieg von 1870/71 war bis 1953 am damaligen Kriegerdenkmal vor dem Altendorfer Rathaus angebracht. Als Überschrift ist zu lesen: 

„Es starben den Heldentod für König und Vaterland im Kriege gegen Frankreich 1870/71.“

Ein Jahr später wurde die Anlage um weitere vier Tafeln erweitert, da rund 200 Nachmeldungen erfolgt waren. Die jetzt 23 Bronzetafeln, die in erhabenen Buchstaben Name, Geburts- und Todestag bzw. Vermisstendatum festhalten, listen 1136 Gefallene, an Verwundungen oder Kriegsfolgen Verstorbene sowie 681 Vermisste auf. Weiterhin sind 44 Nordhorner Bürger aufgeführt, die wegen ihres Glaubens oder ihrer politischen Überzeugung die Zeit des Nationalsozialismus nicht überlebten.
Auf einer der Tafeln steht zu lesen: 

„Dieses Mahnmal errichtete die Stadt Nordhorn den Gefallenen und Vermißten zweier Weltkriege zum Gedenken, den Lebenden zur Mahnung“

 und unter dem Stadtwappen sind die Jahreszahlen 1914–1918 und 1939–1945 vermerkt.
Die Modellfabrik Bömper aus Herborn/Dillkreis stellte die Tafeln 1959 her und lieferte gleichzeitig die Flammenschale aus Bronzeguss.

### Neuanlage

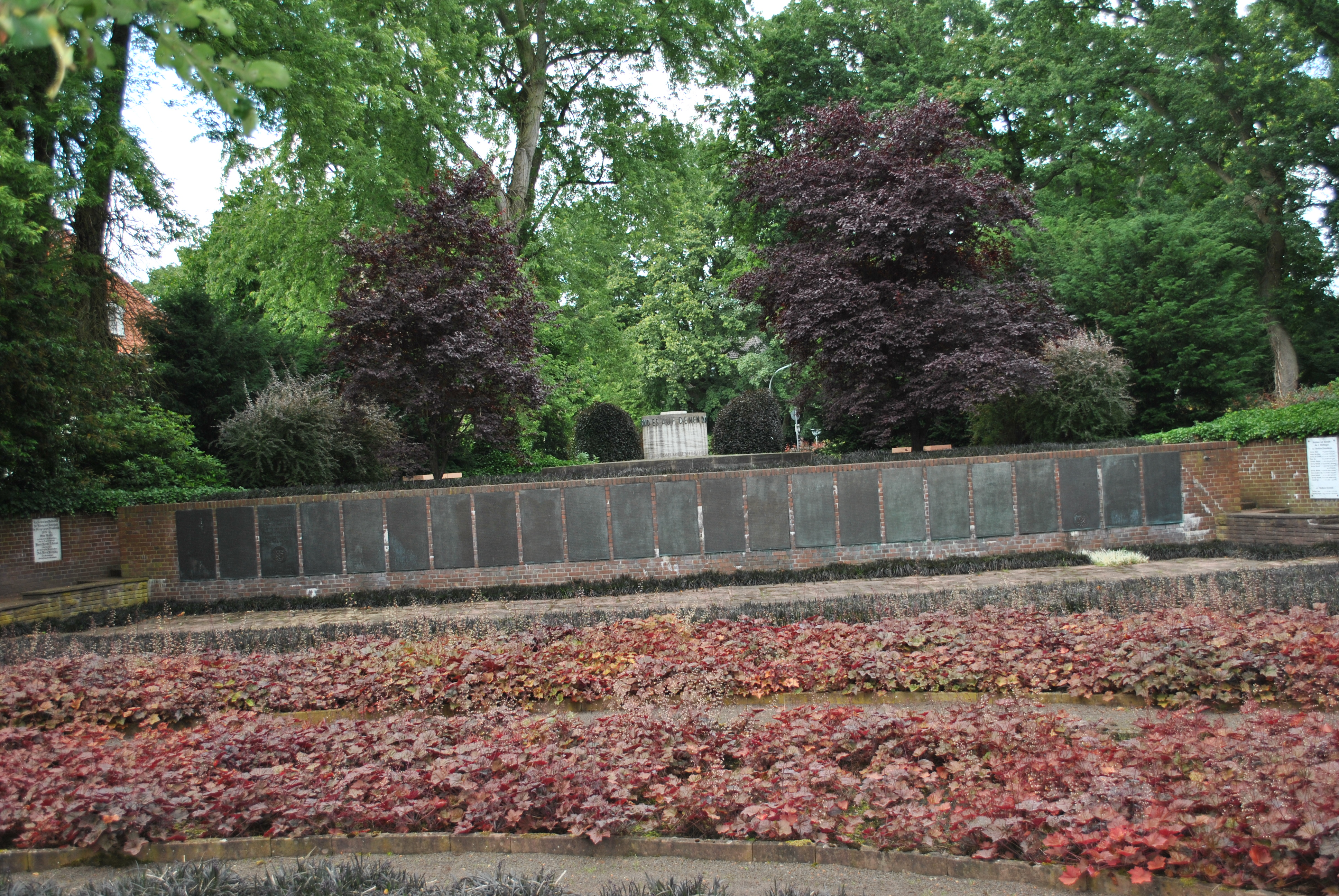
Gedenktafeln

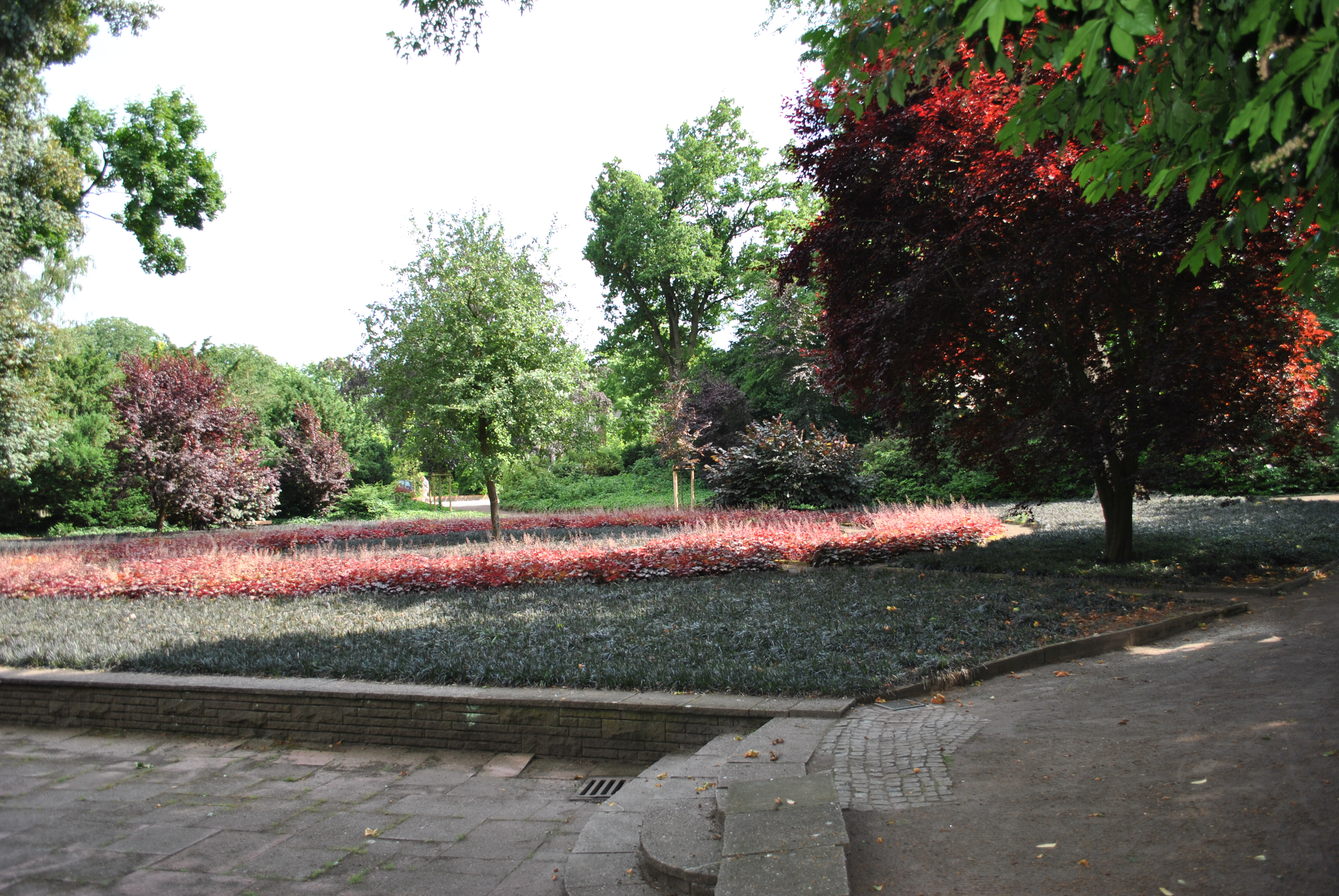

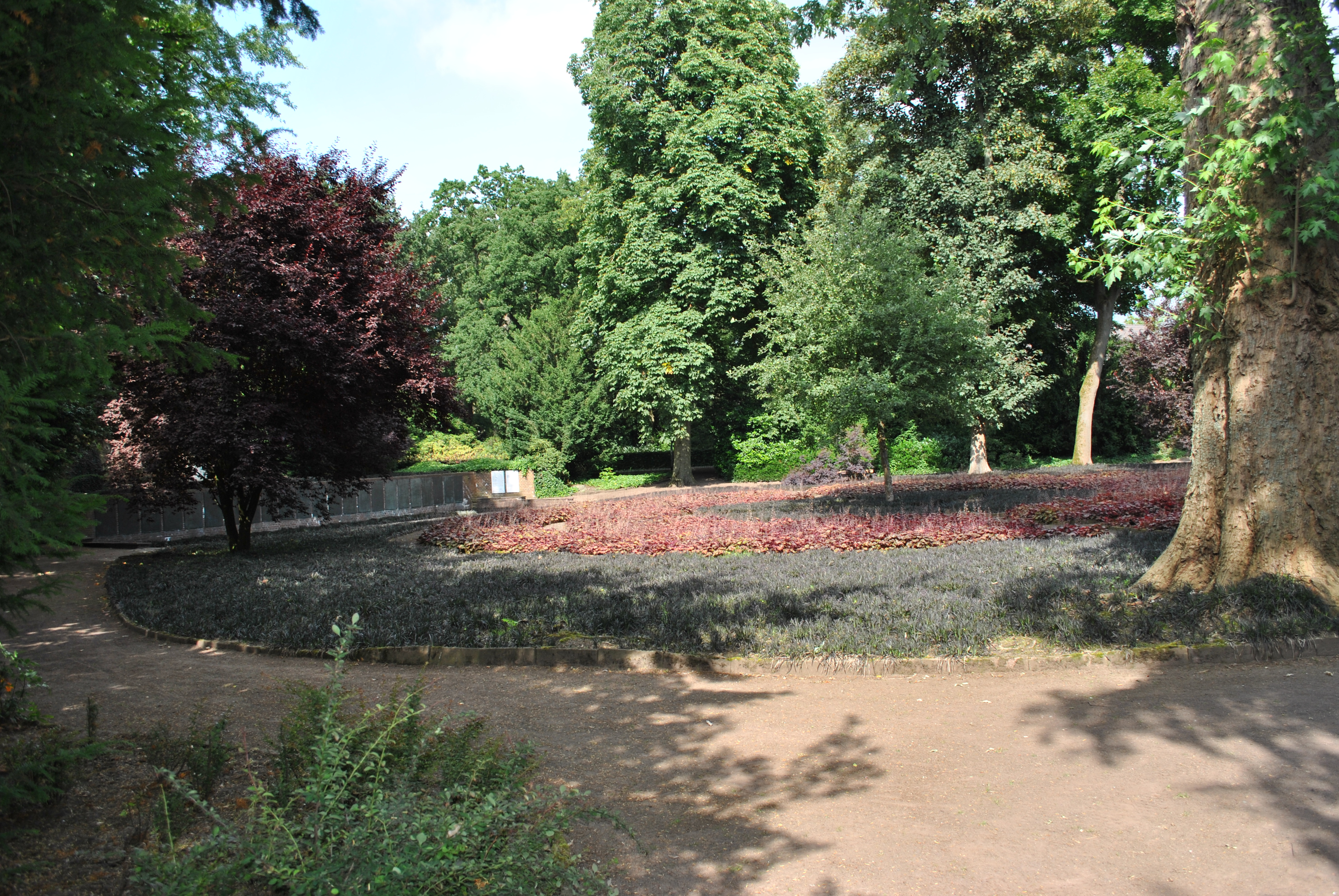

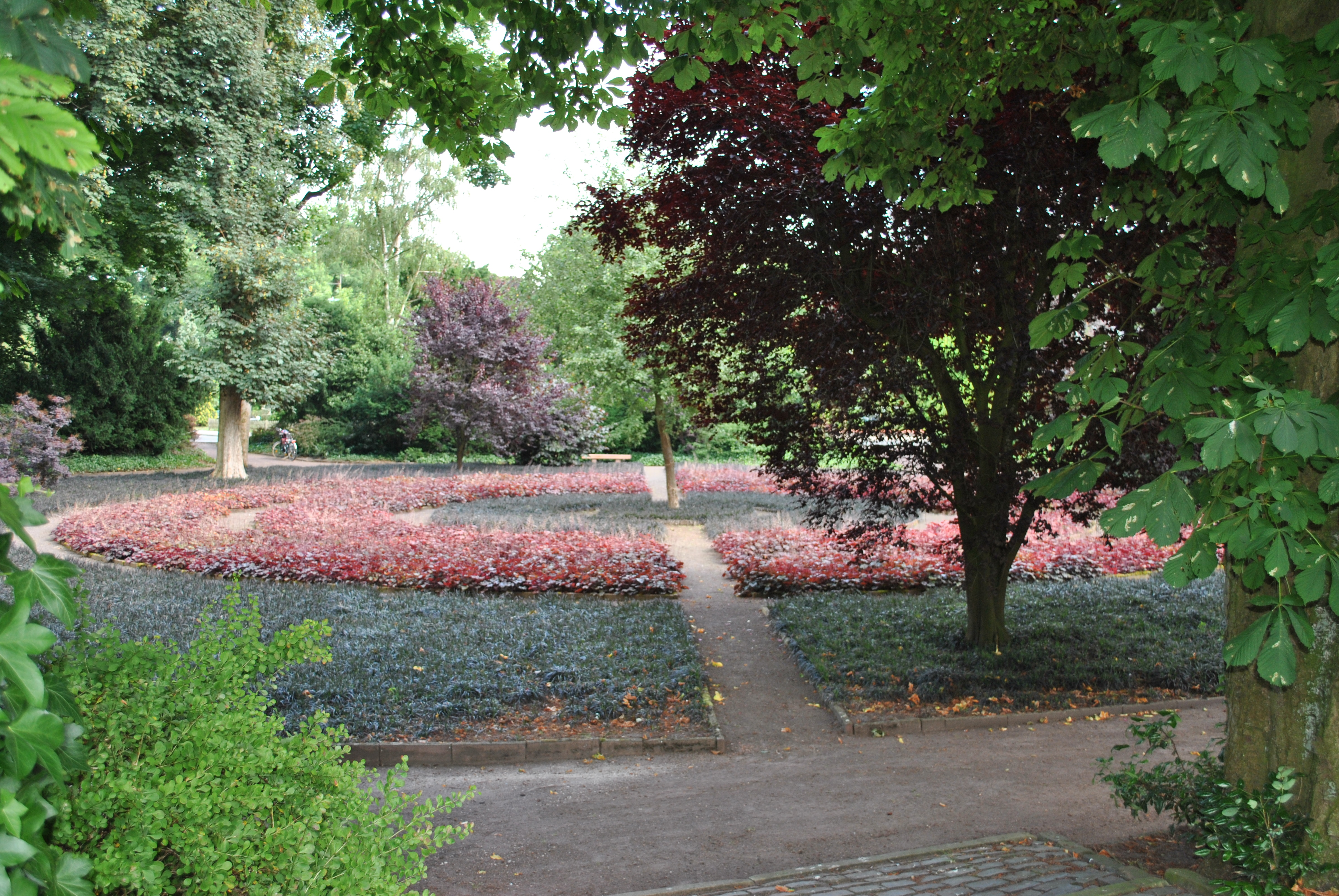

Eine wiederum jahrelange Debatte und heftige politische wie künstlerische Kontroversen hatten ihren Anfang 1986, als Nordhorner Ratsmitglieder eine Umbenennung des offiziell immer noch als Langemarckplatz bezeichneten Geländes forderten. Schließlich setzte der Rat der Stadt diese Bezeichnung aus, und es wurden ein neuer Name und ein neues Konzept für die Gedenkstätte gesucht.
In einer Vorlage vom 5. April 1988 sprach sich die Stadt Nordhorn – sichtlich unter dem Eindruck der auch in den Medien ausgetragenen Kontroversen seit Aussetzung des Namens – gegen eine Umbenennung aus. Die Diskussionen ebbten jedoch nicht ab, weil sich auch weiterhin eine Vielzahl von Bürgern für eine Umbenennung aussprach. Sogar die Ökumenische Pastorenkonferenz Nordhorn meldete sich zu Wort und warnte die Stadt, eine Beibehaltung des Namens könne von den Medien missverstanden werden und „die Stadt in den Ruf zu bringen, einem schlimmen Mythos der Nationalsozialisten aufzusitzen“. Gleichwohl entschied der Rat am 25. November 1988 mit einer Mehrheit von Stimmen der CDU- und Teilen der SPD-Fraktion, den Langemarckplatz in „Mahnmal am Langemarckplatz“ umzubenennen, also die als anstößig angesehene Bezeichnung Langemarck beizubehalten. was als Wortklauberei angesehen wurde und auf scharfe Kritik stieß. So bezeichnete das deutsch-niederländische Stiftung Nooit Meer/Nie Wieder diese Umbenennung als „unerträglichen Etikettenschwindel“. Die Stadt Nordhorn habe wohl nicht begriffen, dass für das niederländische Volk, „das am 10. Mai 1940 im Geist von Langemarck überfallen und vier Jahre in eine fürchterliche Geiselhaft genommen (worden sei), das unsinnig-eigensinnige Festhalten an dem Nazi-Mythos schlechterdings unerträglich“ sei.
Erst 1991 fanden die Auseinandersetzungen ein vorläufiges Ende. Der Rat der Stadt Nordhorn beschloss einstimmig, den umstrittenen Namen einstweilen nicht mehr zu verwenden. Über eine endgültige Umbenennung sollte in der folgenden Legislaturperiode des Rates nach den Kommunalwahlen im Oktober 1991 entschieden und auch Vorschläge zur Neugestaltung der Anlage durch die mittlerweile beauftragte New Yorker Künstlerin Jenny Holzer abgewartet werden. In politischen Kreisen, den Medien und unter den Bürgern ging jedoch die Diskussion über den möglichen neuen Namen weiter, zahlreiche Vorschläge wurden unterbreitet. Im März 1995 stellte die CDU den Antrag, die Benennung als Mahnmal am Langemarckplatz wieder festzuschreiben, fand jedoch keine Mehrheit. Auch der Vorschlag der DKP „Familie Roozendal-Platz“ wurde verworfen. Schließlich beschloss der Rat der Stadt Nordhorn, den Platz in Schwarzer Garten umzubenennen.
War der Streit um die Namensgebung beigelegt, begann fast gleichzeitig eine kontroverse Diskussion über die Beauftragung Holzers, mit der Anfang 1992 ein Vertrag abgeschlossen worden war. Zunächst ging es um die 135.000 Deutsche Mark bezifferten Kosten sowie die zu erwartenden gärtnerischen Folgekosten, schnell gefolgt mit inhaltlichen Einwänden gegen die Pläne Holzers, die mit dem Schwarzen Garten die Schaffung eines „Anti-Memorials“ gegen Krieg und Nationalsozialismus vorsahen.
Die ursprüngliche Planung Holzers sah vor, den Rundsockel aus dem Mahnmal des Ersten Weltkriegs zu entfernen, so dass nur die Namen der gefallenen Soldaten erhalten geblieben wären. An Stelle des Sockels sollte in Korrespondenz zu dem in der Mitte des neu geschaffenen Schwarzen Gartens gepflanzten schwarzfruchtigen Apfelbaum Arkansas Black eine Trauerblutbuche stehen. Für das Sockelelement mit der Flammenschale sollte ein neuer Standort gefunden werden, wobei unter anderem an den benachbarten Schlieperpark gedacht wurde.
Die Umgestaltung der Anlage wurde in der Nordhorner Öffentlichkeit wiederum kontrovers und heftig diskutiert; unter anderem bildete sich eine „Bürgerinitiative zur Sicherung des Nordhorner Ehrenmals“. 1994 stoppte der Rat alle Aktivitäten zur Versetzung des Sockels; die Denkmalschutzbehörden befassten sich mit der Angelegenheit. Im November 1994 – also nach der offiziellen Eröffnung – entschied der Rat mit großer Mehrheit, den Sockel nicht versetzen zu lassen. Es wurde lediglich die darauf platzierte Schale entfernt. In dieser Hinsicht stellte die Anlage in ihrer endgültigen Gestalt einen Kompromiss dar, der nicht den ursprünglichen Intentionen Holzers entsprach.
Holzers Arbeiten stießen aber nicht nur in Nordhorn auf Widerspruch; im Juni 2005 entschied sich das Stadtparlament von Wiesbaden, ein von Holzer entworfenes Mahnmal für die Opfer des Nationalsozialismus nicht aufzustellen.
Der Schwarze Garten wurde am 8. Mai 1995 schließlich seiner Bestimmung übergeben. Zur Erinnerung an die Gestaltung der ehemaligen Anlage und an den Namen Langemarck wurden Hinweistafeln angebracht. Es dauerte allerdings noch eine geraume Zeit, bis die Kontroversen beigelegt wurden.
Im Schwarzen Garten werden alljährlich die offiziellen Gedenkfeiern der Stadt Nordhorn aus Anlass des Volkstrauertages abgehalten. Am 8. Mai, dem Tag des Kriegsendes des Zweiten Weltkriegs, treffen sich hier die Mitglieder und Freunde der niederländisch-deutschen Stiftung Nooit meer – Nie wieder zu einer Gedenkveranstaltung.